# Crossotonotidae
De Crossotonotidae is een familie uit de superfamilie Palicoidea van de infraorde krabben (Brachyura).

## Geslachten
- Crossotonotus A. Milne-Edwards, 1873
- Pleurophricus A. Milne-Edwards, 1873